# The Plastic Ono Band

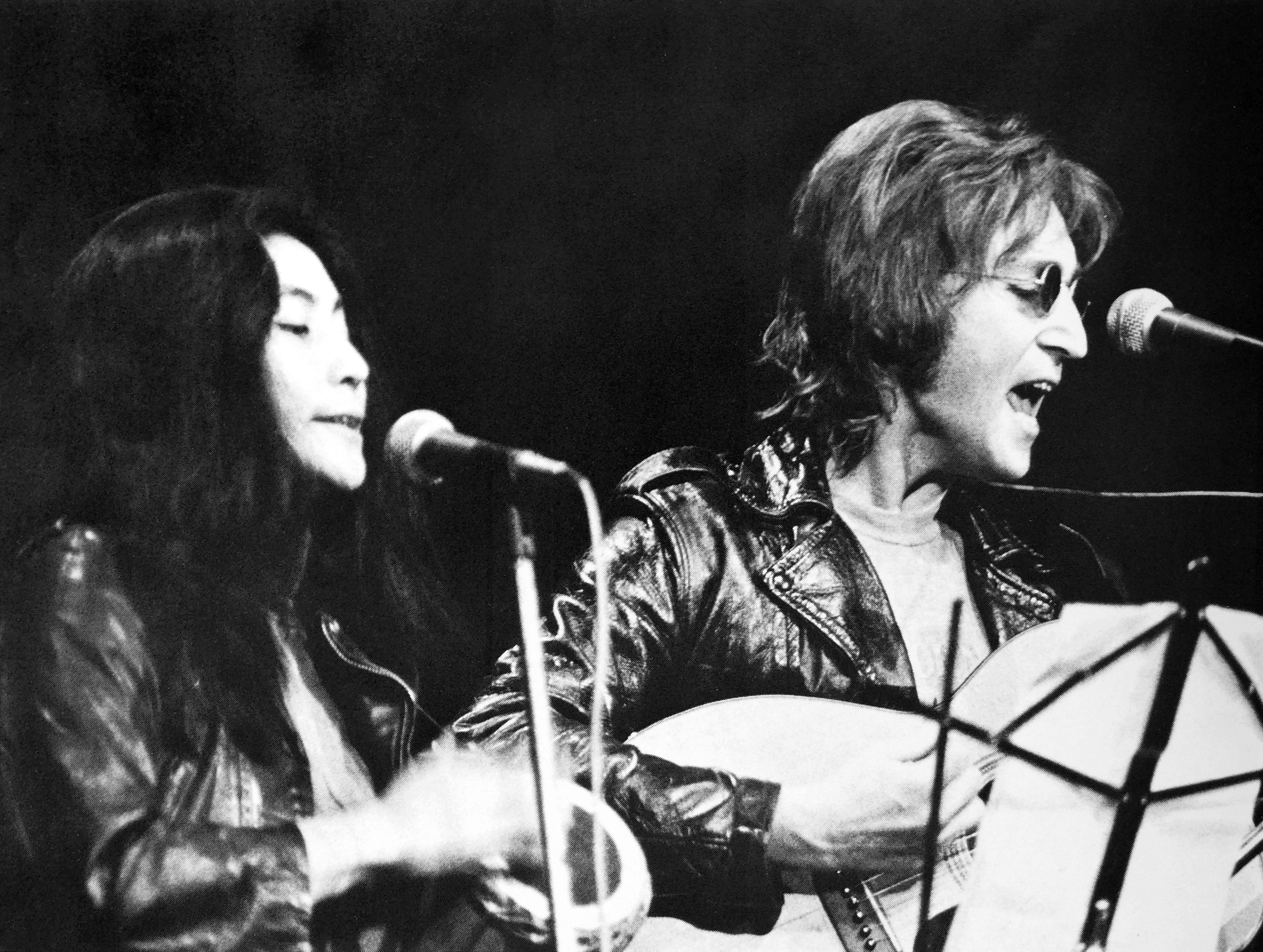
Yoko Ono i John Lennon (1971)

The Plastic Ono Band – konceptualna grupa muzyczna założona przez Johna Lennona i Yoko Ono w 1969 roku, jeszcze przed rozpadem zespołu The Beatles. 
W 1968 roku John Lennon zaczął artystycznie współpracować z Yoko Ono. Rok później wspólnie wydali dwa awangardowe albumy muzyczne: Unfinished Music No.1: Two Virgins i Unfinished Music No.2: Life with the Lions. Od tamtej pory postanowili, że każda ich wspólna praca artystyczna będzie sygnowana autorstwem The Plastic Ono Band. Pierwszym wydawnictwem grupy był singel Give Peace a Chance, nagrany podczas słynnej akcji Bed-In for Peace, która odbyła się w Montrealu, podczas podróży poślubnej Lennona i Ono. W nagraniu wzięło udział wielu przypadkowych ludzi, którzy przyszli po prostu popatrzeć na młodą parę. Następnym singlem, jaki wydała grupa było Cold Turkey - opowieść Lennona o tym jak wyzbywa się nałogu brania heroiny. Jedyny długogrający album, którego autorem jest grupa, to Live Peace in Toronto 1969. Jest to nagranie pochodzące z festiwalu „Toronto Rock and Roll Revival Festival”, który odbył się we wrześniu 1969 roku. Potem Lennon i Ono dodawali nazwę Plastic Ono Band do swoich solowych dzieł (np. John Lennon/Plastic Ono Band). Ostatni raz w XX wieku użyto tej nazwy w roku 1975 na kompilacyjnym albumie Johna Lennona Shaved Fish. W 2009 ukazał się sygnowany nazwą Yoko Ono Plastic Ono Band album Between My Head and the Sky. 